# Arrojadoa heimenii
Arrojadoa heimenii là một loài thực vật có hoa trong họ Cactaceae. Loài này được Van Heek & Strecker mô tả khoa học đầu tiên năm 1999.